# Бея
Бе́я (хак. Пии) — село в  Республике Хакасии России. Административный центр Бейского района и Бейского сельсовета.
Население 4635 чел. (2021).

## География
Расположено в 100 км к югу от Абакана, в междуречье pек Енисей и Абакан, у отрогов Западного Саяна в Койбальской степи. Здесь сливаются в одну реку Бея три небольшие речки: Катамор, Дехановка и Бея Кузнецова. Село находится в центре Бейского района. Расстояние до ближайшей железнодорожной станции и аэропорта в г. Абакане 100 км. Село связано с городами Абаканом и Саяногорском асфальтированой дорогой.

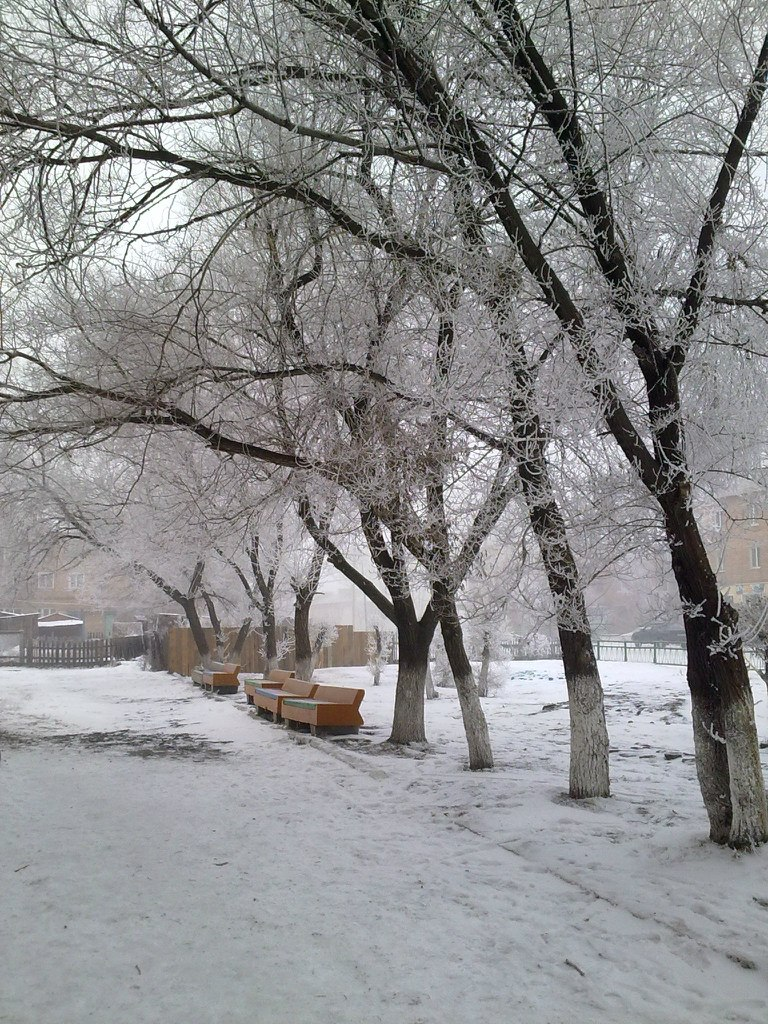
На территории Бейской СОШ., Зима 2011 года

## История

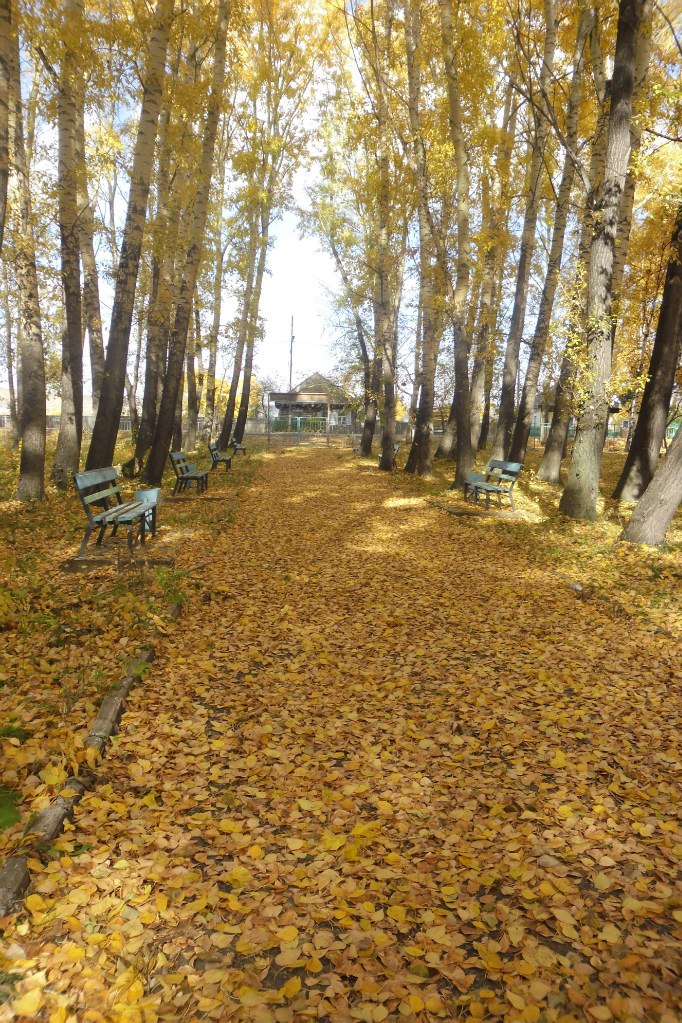
Бея осенью

В конце XVIII века рядом с поселениями хакасов поселились крестьяне-переселенцы из центральной России. Их число быстро росло: в 1789 г. в с. было 10 домохозяйств и 45 душ, в 1911 г. в Бее проживало 3012 чел., в 1936 г. — 3338 чел., в том числе, 140 хакасов.
Первое упоминание о деревне Бейской встречается в документах в 1789 г.. Первоначально село Бийское (позже Бейское, наконец Бея) числом в 15 заимок входило в состав Аскизской волости, в 1884 г. была выделена Бейская волость.
Жители Бейского прихода произошли от смешения инородцев-татар и русских, ссыльных поселенцев и добровольных переселенцев из Орловской и Воронежской губерний. Первыми поселенцами были семьи Моргачёвых, Стряпковых, Булгаковых с Орловщины. Все они были православного вероисповедания, лишь в 1838 году часть крестьян ушли из волостного центра и других деревень на свободные земли в долине между реками Сос и Киндирлой, впадающими в Абакан, и основали посёлок Иудино, приняв иудейскую веру.
В 1814 году состоялось открытие Бейского Покровского прихода (до 1831 года Бийский), о чём указывается в книге Красноярского книжного издательства «Краткое описание приходов Енисейской Епархии, год издания 1916 г». Приход состоял из села Бейского и деревни Уты.
В 1815 г. в центре села на широком перекрёстке на пожертвования прихожан была построена Бейская Покровская церковь Енисейской духовной консистории в честь победы над французами. В разное время священниками были Сахаров, Нестеров, Колосов, Катанов
Сохранились метрические книги, а также семейная книга Бейской Покровской церкви Енисейской духовной консистории с 1877 года.

Записи в метрической книге 1877 года рассказывают о некоторых моментах жизни населения Беи. Вот, например, запись о крещении 27 февраля 1877 года: 

инородец Белтырского рода Даниил Алексеев Тюдешев и его невенчанная жена Мария Алексеевна крестили сына, нарекли Алексеем. 
 Запись о смерти: 

27 января 1877 года поселенец села Бейского Николай Савельев Борисов умер от угара, возраст 68. лет.

Запись о бракосочетании: 

25 апреля 1879 года крестьянин села Бейского Григорий Васильев Кузнецов православного вероисповедания вторым браком сочетается. Лета жениха 44 года, а поселенческая жена из села Сабинского Феврония Христофоровна Анисимова православного вероисповедания, лета невесты 46 лет.

Запись 1911 года: 

Лица духовные и их семейства священник Михаил Евгениев Копосов, 44 года жена, семь детей (поимённо). Мещане Быковы, Демидовы, Пашенных, Русалеевы, Титловы. Казаки: Ермолаевы, Зыряновы, Кузьмин, Петухов. Крестьяне 222 семьи (фамилии указаны только зажиточных крестьян: Рашовы, Бекреневы…). Ссыльно-поселенцы: Непомнящих И. С., Скотников и др. Инородцы: Купчигин, Урояков, Таскараков. 
В 1916 году появились в селе два новых сословия: статские семейства (например, Косованова Юлия Петровна. 26 лет, девица, доктор) и вольно проживающие (Резников и др), В этом году проживало 3091 человек.
Первые советские записи в метрической книге сделаны были только в 1920 году.
Первоначально с. Бейское примыкало к Базинскому обществу и входило в состав Аскизской волости Минусинского уезда, а затем отошло к Утинскому обществу той же волости.
Село росло, позднее была выделена Бейская волость с волостным центром в с. Бейском и деревнями: Богословское, Кальское, Ново-Курское, Красноозерское, Троицкое, Табатское, Сабинское, Краснопольское, Означенное.
Волостной центр стоял от уездного города Минусинска в 126 км, от железнодорожной станции в 466 км, от пароходной пристани и телеграфа в 136 км.
В селе были почтовое отделение, мировой участок, волостное правление, врачебный пункт, министерская двухклассная школа. Школа располагалась в крупном здании рядом с домом священника (сейчас здесь детская библиотека). Позже приходская школа была преобразована в двухклассное начальное училище, а в 1920 года в школу первой и второй ступени, в 1924 году — в школу крестьянской молодёжи, в 1930 — 1933 году называлась школой колхозной молодёжи. На базе этой школы начала работать  средняя общеобразовательная школа. В 1973 году было выстроено новое современное здание трёхэтажной школы.
Рашова, братьев Руса, винополка Кузнецова, кабак, церковь, волостная управа, школа, дом священника. Самой крупной была лавка Русалевых (Русалеевых), располагавшаяся в старом здании райпо, которое сейчас уже снесено. Отец и четыре сына жили в двухэтажном деревянном доме. Огромный двор с амбарами, завознями, складами простирался почти до Орловской улицы (ул. Щетинкина). Верхний этаж дома был жилой, внизу располагалась лавка, в которой было два отдела. Там продавали продукты и мануфактуру. По желанию покупателей продукты продавали с корзиночкой. Если брали товар, то ему отрывали ситки на платок, так благодарили за покупку.
Рядом стоял двухэтажный особняк Прокушева, который держал лавку, где торговали продуктами, чаем, вином. Сейчас это здание бывшей старой милиции. Рядом с ним стоял большой крестовый дом, где размещалась лавка кредитного товарищества, позже к нему пристроили ещё один дом (ул. Ленина, 99). Здесь можно было приобрести скобяные товары. На этой же улице жил Бекренев в огромном двухэтажном доме (Ленина, 119). Во дворе высились двухэтажные склады из кирпича, высоченные заплоты окружали владения. В доме была лавка, торговал сам хозяин тканями, а также мелочёвкой: иголками, нитками, пуговицами, самоварами, тазами, чугунами, и другими предметами быта. Купцы Рашовы имели лавку и красильню, в которой красили полотно.
На Загибаловке (ныне ул. Кравченко, 6) жили Гончаровы, во дворе у них была кузница. Здесь же выделывали овчины, можно было купить хром и весовую подошву. Словом, в Бейских лавках можно было купить всё, одна лавка не повторяла другую.
По данным переписи 1917 года население волостного центра составляло 3149 человек. Всего под посевами тогда было занято 3862 га земель, покосы составили 112 га. Население в приходе составляло 2964 человека, из них 1496 мужского пола.

По данным переписи 1917 года и другим исследованиям 1916—1918 годов всего в Бейской волости числилось 9916 жителей, население волостного центра к этому времени составляло 3149 человек. Из них наёмным трудом не пользовалось 413 человек, остальные занимались промыслом и земледелием. Озимой ржи высевалось 1,3 гектара, ярицы — 298, овса — 2126 гектаров, всего под посевами было занято 3862 гектара земель, покосы составляли 112 гектаров, неудобные земли 1908 га.

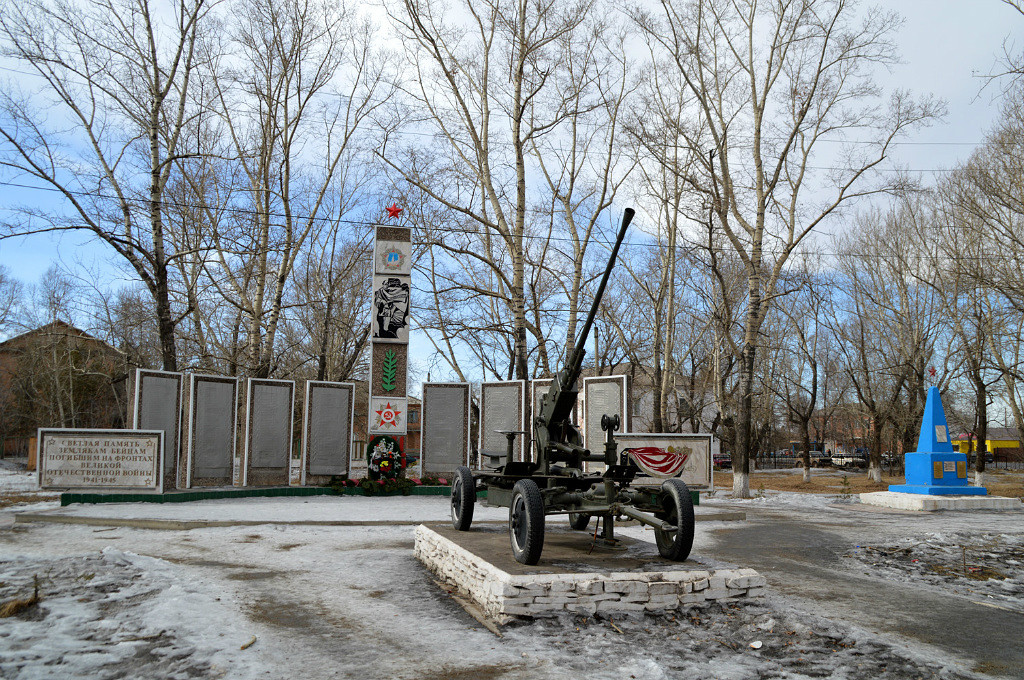
Парк Победы в селе Бея. Общий вид (в кадр не вошёл памятник пограничникам — пограничный столб)

Занимались бейцы и скотоводством. Крупного рогатого скота в хозяйствах в 1916  году насчитывалось 3120 голов, лошадей —1952, овец — 627, свиней — 867.
Были в селе три мельницы, владельцами которых являлись Котельников, Крицын, Кузнецов. В тридцатые годы в районном центре начала развиваться промышленность.
До 1934 года церковь в Бее соответствовала своему назначению. Затем в ней была размещена пожарная часть. Осенью 1938 г. церковь взорвали. При действующей церкви была большая библиотека.
По рассказам старожилов самые внушительные дома были на Большой улице (ул. Ленина). Здесь были лавки купцов: Прокушева, Бекренева, Широкова, Бякова, Бонина,
В годы гражданской войны был образован красногвардейский отряд.
Бейские угольные копи организованы в 1928—1929 годах, находились на территории Новотроицкого сельского совета, в 1940 г. перешли в систему крайтопуправления. Райпромкомбинат системы Хакасского облместпрома находился в центре Беи, он был организован в 1937 г.
Райпромкомбинат был предшественником комбината бытового обслуживания. Для оказания помощи колхозам и частному населению в Бее имелся зооветучасток. Также имелись радиоузел, телефонная станция, заезжий дом. Коммунальных бань и прачечных не было.
В 1938 г. в Бее организована Бейская МТС, она обслуживала 13 колхозов. В 1932—1937 годах были организованы небольшие четыре колхоза, которые неоднократно меняли свои названия, укрупнялись. Сейчас это одно сельхозпредприятие «Нива».
Центральная районная больница — это современное трёхэтажное здание с лечебным комплексом, поликлиникой, за ним расположено инфекционное отделение. В тридцатые годы XX века небольшое двухэтажное здание первой больницы находилось напротив современного здания администрации района. Сейчас там находится трёхэтажный жилой дом. Здесь начинал свою работу военный хирург А. И. Кац. Квалифицированный специалист, он проводил сложнейшие операции на желудке, кесарево сечение и др. До 1938 года он заведовал новой больницей. 

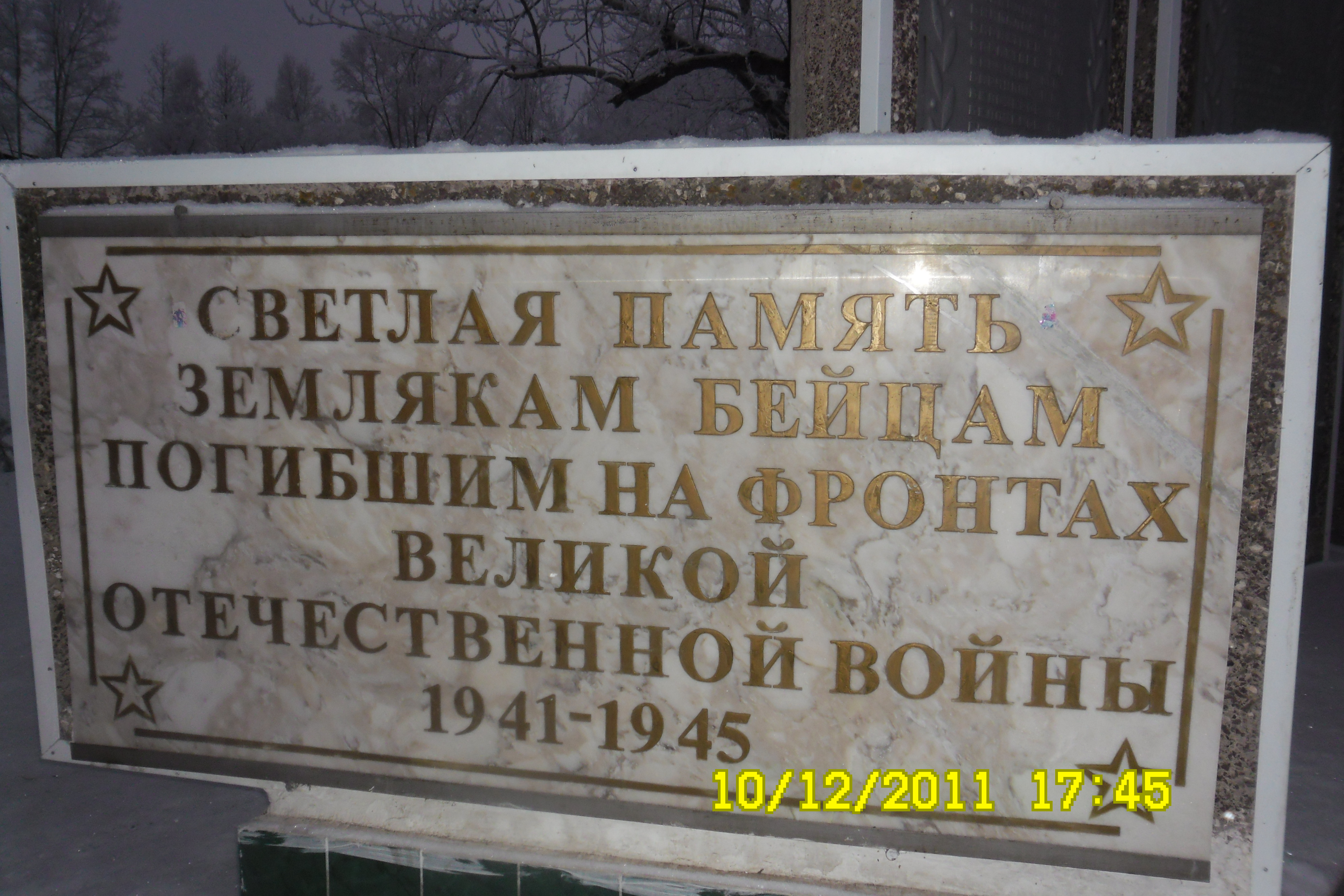
Фрагмент памятника в парке Победы

В годы Великой Отечественной войны на фронт ушло несколько сот человек, большинство погибло. В афганской войне участвовало 17 человек, в чеченской — 14 земляков.

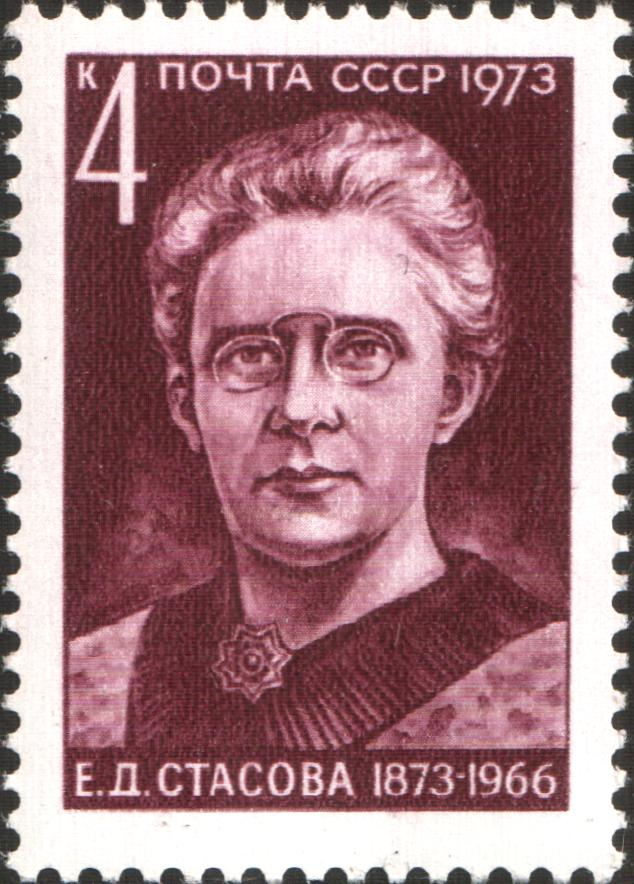
Елена Дмитриевна Стасова

С Беей связаны имена Е. Д. Стасовой, соратницы В. И. Ленина, революционерки, отбывавшей ссылку в Бее, С. М. Будённого приезжал в 1929 как уполномоченный ЦК ВКП(б) по хлебозаготовкам и др.
Крупнейшие предприятия: ООО «Зима» (бытовые услуги), Бейский лесхоз, Бейское ДРСУ (ремонт и строительство дорог), маслозавод, мельничный комплекс ООО «Саяногорск — хлебопродукт» (производство муки, круп).
О Бее издана книга И. А. Пряткиной «Листая страницы истории», так же вышла работа «Бейская земля глазами современников» А. Копытова.

## Население
| 1939 | 1959  | 1970  | 1979  | 1989  | 2002  | 2010  | 2021  |
| ---- | ----- | ----- | ----- | ----- | ----- | ----- | ----- |
| 4619 | ↘4589 | ↗4997 | ↗5595 | ↗5698 | ↘5417 | ↘5247 | ↘4635 |

Число хозяйств: 1962. Население, в основном, русские, украинцы

## Люди, связанные с селом
Борисов, Владимир Иванович  — родился 25 ноября 1951 года. Библиограф, литературный критик, переводчик, специалист по информатике. Известен работами посвящёнными творчеству братьев Стругацких. Лауреат премии Ивана Ефремова (2001).

## Достопримечательности
- Братская могила героев Гражданской войны в Парке Победы, объект культурного наследия республиканского значения.
- Парк Победы, монумент участникам Великой Отечественной войне и пушка той же эпохи. Памятник пограничникам — пограничный столб.
- На здании детской библиотеки висит памятная доска, гласящая, что в этом здании проводил заседание С.М. Будённый.
- Памятная доска на доме, в котором отбывала ссылку Е. Д. Стасова.
- Памятная доска на месте проведения собрания по созданию партийной (РСДРП(б)) организации.
- Памятник-бюст В. И. Ленину у дома А.Копытова.
- В Бее сохранилось больше 10 старых боярских домов.